# Руслан Чагаев — Лукас Браун
Руслан Чагаев против Лукаса Брауна — боксёрский поединок за титул чемпиона мира в тяжёлом весе по версии WBA, который прошёл 5 марта 2016 года в спорткомплексе «Колизей» в Грозном. Предполагалось, что бой будет продолжаться 12 раундов, но он завершился в 10 раунде. Руслан Чагаев не смог защитить свой титул, которым завоевал в Грозном 6 июля 2014 года в результате боя с Фресом Окендо. Победу техническим нокаутом одержал претендент. Позже у Брауна в крови был обнаружен допинг и его лишили титула, вернув Чагаеву, но результат боя пересмотрен не был.

## Поединок
Поединок состоялся 5 марта 2016 года. В этот вечер состоялось 13 боёв, из которых 3 были титульными. 12 боёв из 13 закончились досрочно. Ринганонсерами вечера были Александр Загорский и Майкл Баффер. На вечере присутствовали журналистка Тина Канделаки, экс-абсолютный чемпион мира по боксу в первом полусреднем весе Константин Цзю, экс-чемпион мира по версии WBO Султан Ибрагимов, трёхкратный олимпийский чемпион по вольной борьбе Бувайсар Сайтиев.
Шансы Чагаева перед боем рассматривались как более предпочтительные (2,5 — 3,5 к одному). Первый раунд боксёры провели в разведке. Далее рисунок боя стал похож на предыдущий бой Чагаева в Грозном — Чагаев обосновался в центре ринга и теснил претендента к канатам. Спокойный темп боя нарушался вспышками активности с обеих сторон, в которых Чагаев выглядел убедительнее. Чагаев выигрывал во всех компонентах: атаковал чаще, его удары были мощнее и чаще достигали цели, он уверенно пресекал контрвыпады соперника. В четвёртом раунде Браун, которого не устраивал такой ход боя, попытался активизироваться, но наткнулся на несколько удачных контратак соперника и сбавил напор. В ходе одной из атак Чагаева Браун пропустил такой мощный удар, что вынужден был спасаться бегством в угол ринга. В середине пятого раунда «двойка» Чагаева едва не сбила его с ног. Ближе к концу этого раунда Брауну удалось оттеснить Чагаева к канатам, но никаких выгод из своей позиции извлечь он не смог. В начале шестого раунда Браун получил небольшое рассечение, которое с каждым раундом становилось всё больше, но оно не помешало ему завершить бой. За 40 секунд до окончания раунда Браун пропустил мощный прямой удар в голову и оказался на ринге. Австралиец смог продолжить бой. Чагаев бросился на добивание и нанёс ещё несколько мощных ударов, но Брауна спас гонг. После перерыва Чагаев попытался развить свой успех, но Браун хорошо защищался и смог восстановиться. Далее бой опять вошёл в привычное русло: Чагаев занял центр, оттеснил Брауна к канатам и уверенно набирал очки. Поединок завершился бы безоговорочной победой Чагаева, но за минуту до завершения десятого раунда он пропустил мощный удар в голову, который сбил его с ног. Ему удалось встать, но Браун бросился на добивание, нанёс серию мощных ударов, от которых Чагаев не успевал защищаться, и за 31 секунду до завершения раунда судья остановил бой.

## Последующие события
Через полмесяца допинг-проба Брауна дала положительный результат на кленбутерол. В мае этот результат был подтверждён повторным анализом. В результате Браун был лишён титула, который вернули Чагаеву. WBA обязала Чагаева в течение 120 дней защитить свой пояс в бою с пуэрториканцем Фресом Окендо. Но Чагаев решил завершить свою спортивную карьеру.

## Карта боксёрского вечера[2]
| Весовая категория | Соперник 1                 | vs        | Соперник 2                               | Тип                  | Раундов | Время/ Счёт судей       | Титулы на кону                                                |
| ----------------- | -------------------------- | --------- | ---------------------------------------- | -------------------- | ------- | ----------------------- | ------------------------------------------------------------- |
| Тяжёлая           | Руслан Чагаев · Узбекистан | Поражение | Лукас Браун · Австралия                  | Технический нокаут   | 10/12   |                         | WBA                                                           |
| Полусредняя       | Висхан Мурзабеков · Россия | Поражение | Али Фунека · Южно-Африканская Республика | Раздельное решение   |         | 117-112 112-114 112-115 |                                                               |
| Вторая средняя    | Апти Устарханов · Россия   | Победа    | Томас Машали · Танзания                  | Единогласное решение |         | 10-9                    | вакантный титул чемпиона IBO                                  |
| Вторая средняя    | Бехзод Набиев · Узбекистан | Победа    | Абдалла Луанжа · Танзания                | Единогласное решение |         |                         | временный титул чемпиона World Boxing Union (немецкая версия) |
| Вторая средняя    | Эдмунд Гербер · Германия   | Победа    | Брайан Минто · США                       | Технический нокаут   |         |                         |                                                               |
| Первый тяжёлый    | Умар Саламов · Россия      | Победа    | Джоуи Вегас · Уганда                     | Технический нокаут   |         |                         |                                                               |
| Первый средний    | Рамзан Байсаров · Россия   | Победа    | Хамза Семпево · Уганда                   | Технический нокаут   |         |                         |                                                               |
| Полутяжёлый       | Мовсур Юсупов · Россия     | Победа    | Карама Нийлавила · Танзания              | Нокаут               |         |                         |                                                               |
| Тяжёлый           | Апти Давтаев · Россия      | Победа    | Давит Горгиладзе · Грузия                | Нокаут               |         |                         |                                                               |
| Тяжёлый           | Тайрон Спонг · Нидерланды  | Победа    | Давит Гогишвили · Грузия                 | Технический нокаут   |         |                         |                                                               |
| Средний           | Джабраил Музаев · Россия   | Победа    | Мустафа Катенде · Уганда                 | Нокаут               |         |                         |                                                               |
| Первый средний    | Ислам Эдисултанов · Россия | Победа    | Патрик Атухайрве · Уганда                | Нокаут               |         |                         |                                                               |
| Лёгкий            | Булат Бешиев · Россия      | Победа    | Феруз Юлдашев · Узбекистан               | Единогласное решение |         |                         |                                                               |